# Fleeming Jenkin

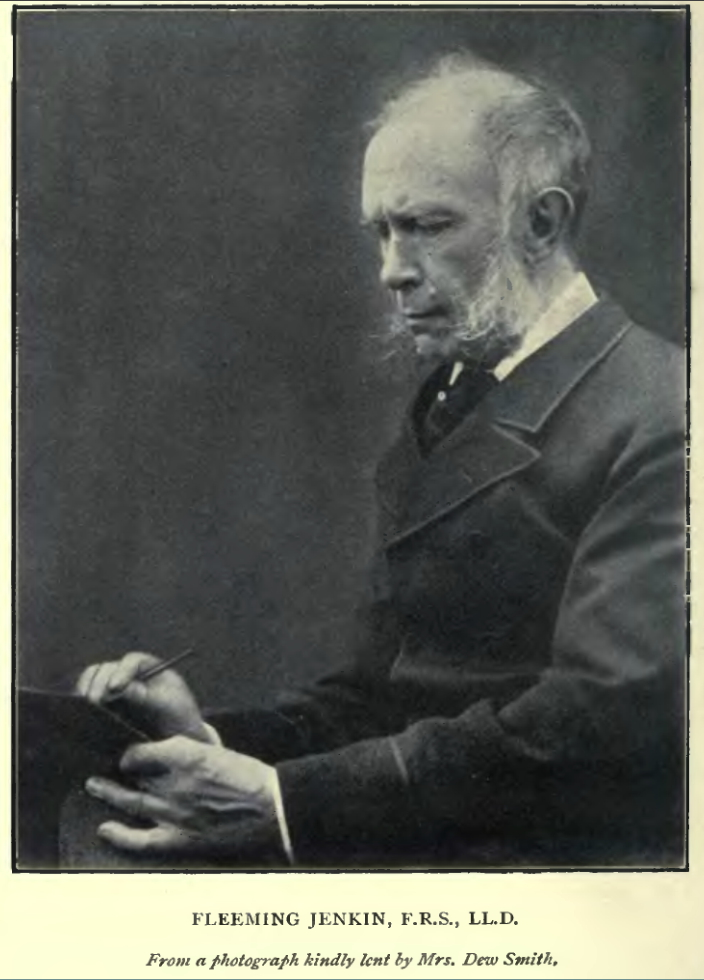
Fleeming Jenkin

Henry Charles Fleeming Jenkin (* 25. März 1833 bei Dungeness; † 12. Juni 1885 in Edinburgh) war ein britischer Elektroingenieur.

## Leben
Seine Eltern waren Captain Charles Jenkin und Henrietta Camilla, geb. Jackson. Seine Mutter zog mit ihm nach Barjarg im Süden Schottlands. Er besuchte die Schule in Jedburgh, Scottish Borders und anschließend die Edinburgh Academy. Zu seinen Klassenkameraden gehörten James Clerk Maxwell and Peter Guthrie Tait. Nach der Pensionierung seines Vaters im Jahr 1847 zog die Familie nach Frankfurt am Main und im folgenden Jahr nach Paris, wo er die Februarrevolution erlebte. Die Jenkins zogen dann nach Genua, wo sie eine weitere Revolution erlebten. Hier besuchte er die Universität, lernte bei Professor Padre Bancalari Elektromagnetismus und erwarb seinen Master. 1850 arbeitete er in einer Lokomotiv-Werkstatt unter Philip Taylor aus Marseille. Nachdem 1851 seine Tante Anna gestorben war, siedelte die Familie wieder um nach Manchester, wo er in William Fairbairns Firma Fairbairn Works arbeitete. In dessen Auftrag überprüfte er 1851–1855 die technischen Anlagen den Schweizerischen Bundesbahnen. Nachdem er Fairbairns verlassen hatte, erstellte er ein Gutachten für die vorgeschlagene Lukmanier-Eisenbahn in der Schweiz. 1856 begann er als Konstruktionszeichner bei Penn's engineering works in Greenwich. Kurz darauf wechselte er als Eisenbahningenieur zu Liddell & Gordon, wo er mit der Entwicklung, Herstellung und Verlegung von Unterwasser-Telegrafenkabel beschäftigte war. 1857 wurde er Ingenieur bei R. S. Newall & Co. in Gateshead, die mit Glass, Elliott & Co. aus Greenwich das erste Transatlantikkabel verlegten.
Im Frühjahr 1855 rüstete er die S.S. Elba in Birkenhead aus. Anfang 1859 traf er Sir William Thomson, seinen späteren Freund und Partner. Ab 1861 forschte er mit ihm über die Anwendbarkeit von Guttapercha als Kabelader-Isoliermittel und über den elektrischen Widerstand von Tiefsee-Telegrafenkabel. Er beschrieb Messmethoden für präzise Widerstandsmessungen und setzte sich für die weltweite Einführung der Maßeinheit Ohm ein. Cromwell Fleetwood Varley wurde ein weiterer Partner bei der Vermarktung ihrer telegraphischen Instrumente.
1861 verließ er Newall & Co. und ging eine Partnerschaft mit H. C. Forde ein. Forde arbeitete für die britische Regierung am Malta-Alexandria-Kabel. Das Geschäft lief jedoch schlecht. Im Februar 1859 hatte er Annie Austin geheiratet. Nachdem 1863 ihr erster Sohn geboren wurde, zogen sie nach Claygate nahe Esher. 1866 wurde er Professor am University College London. 1867 kritisierte er Darwins Theorie. 1868 wurde er zum Fellow der Royal Society of Edinburgh gewählt.
Er erfand einen Regler, ein Stromregelventil für Wasserhydraulik, den Maxwell 1868 in On Governors nannte. Um 1869 war er befreundet mit seinem Studenten Robert Louis Stevenson. Um 1878 arbeitete James Alfred Ewing für ihn auf Telegrafenkabelverlegungsexpeditionen, unter anderem in Brasilien. 1882 erfand Jenkin ein elektrisches Transportband für die Kabelproduktion.

„Unser verehrtes Mitglied, Professor Fleeming Jenkin, ist am 12 d. M., zu früh für die Wissenschaft, in bester Manneskraft, verhältnis[s]mässig jung, nämlich im Alter von 52 Jahren zu London, an Blutvergiftung verschieden. Fleeming Jenkin erfreute sich einer universellen Bildung, die ihn sein Vater, ein Schiffscapitän der englischen Kriegsmarine, auf den Schulen Grossbritanniens, Deutschlands und Frankreichs holen liess. Wie mannigfach auch seine Werke auf den verschiedensten Gebieten technischer Thätigkeit waren, seine schönsten Lorbeeren holte er sich für seine Arbeiten auf dem Felde der Elektrotechnik. Als dieses Wort noch gar nicht bekannt war, wirkte der Verstorbene schon für die Ausbreitung der Anwendungen der Elektricitätslehren in einer seines Vaterlandes und seiner hohen Begabung würdigen Weise. Im Jahre 1857 war er bei Newall in Birkenhead mit der Leitung der elektrischen Prüfungen an dem ersten atlantischen Kabel betraut. Seine „Cantor Lectures“ über diesen Gegenstand sind fast unerreichte Muster populärer Darstellung der damals noch schwer begreiflichen Vorgänge der unter unterseeischen Telegraphie. In den diesbezüglichen Arbeiten hatte er einen grossen Genossen, Sir William Thomson, mit welchem er einen selbstthätigen Apparat für die Kabel-Telegraphie, den „Curb-Sender“ erfand und – wie nicht anders zu denken – genial ausführte. […] Seine letzte Thätigkeit auf elektrischem Gebiete widmete Professor Fleeming Jenkin dem Telpherage, von welcher Erfindung wir wiederholt in diesen Blättern Kunde gaben und auf welche wir noch zurückkommen. Inmitten dieser Arbeiten, denen er seine ganze Energie und alle die Hilfsmittel seines reichen Geistes zuwandte, überraschte den Unermüdlichen der Tod. Seine Familie, eine Witwe und drei Söhne trauern an seinem Sarge; mit ihr aber trauert um den früh Verstorbenen sein Land und die ganze wissenschaftliche Welt, soweit die Lehren der Physik und Mechanik dieselbe berühren.“

## Werke
- Electricität und Magnetismus; 1880 übersetzt von Franz Serafin Exner